# NGC 7633
NGC 7633 ist eine linsenförmige Galaxie vom Hubble-Typ SB0-a im Sternbild Indianer am Südsternhimmel. Sie ist schätzungsweise 162 Millionen Lichtjahre von der Milchstraße entfernt.
Das Objekt wurde am 17. Oktober 1835 vom britischen Astronomen John Herschel entdeckt.